# 杉原章郎
杉原 章郎（すぎはら あきお、1969年〈昭和44年〉 - ）は、広島県出身の実業家。楽天ブックス代表取締役社長や、楽天取締役常務執行役員等を経て、ぐるなび代表取締役社長。

## 経歴
1969年（昭和44年）広島県生まれ。広島市立安東小学校、修道中学校・高等学校を経て、1994年（平成6年）慶應義塾大学総合政策学部卒業。1996年（平成8年）3月に慶應義塾大学大学院政策メディア研究科修士課程を修了すると、インターネットシステムベンダーの会社有限会社アールシーエーを設立し、専務取締役としてLAN＋Internetの導入をコンサルティングする事業を展開。1997年（平成9年）、楽天の創業に参画し、同年4月株式会社エム・ディー・エム（現：楽天）に入社。初期の出店営業部門を立ち上げた。その後、取締役新規事業開発部長、取締役オークション部長、取締役EC事業カンパニー執行役員、株式会社デジパネットワークス代表取締役副社長、ブックスマーチャンダイジング事業本部長、ECプロデュース本部ショッピングナビゲーション推進室長を歴任。2000年（平成12年）楽天ブックス株式会社代表取締役社長、2008年（平成20年）楽天株式会社取締役常務執行役員開発部担当役員、2012年楽天株式会社グローバル人事部担当役員、2013年楽天ソシオビジネス株式会社代表取締役社長、2016年（平成28年）楽天株式会社常務執行役員グローバル人事部担当役員・CPO (Chief People Officer)、楽天グループ・エグゼクティブヴァイスプレジデントに就任。同年3月株式会社クリムゾンフットボールクラブ取締役。2019年楽天と資本業務提携契約を結んだぐるなびの代表取締役社長に就任。

## エピソード
筋金入りの英語嫌いで、英語以外の科目を選択できる慶大の総合政策学部を選んで受験した。2010年（平成22年）に楽天の三木谷浩史社長が「英語の社内公用語化」を打ち出した際は辞職を考えるほどであった。しかし三木谷はあえて杉原を英語化推進の担当役員に指名した。そこから2年間毎日コツコツ勉強し350点程度だったTOEICスコアは800点を突破した。この杉原の努力に多くの社員が励まされたという。

## 出演

### 新聞
- 学生新聞[8]